# Nationalpark Nieuw Land
Der Nationalpark Nieuw Land ist ein Naturschutzgebiet in der niederländischen Provinz Flevoland. Der 2018 offiziell eingerichtete Nationalpark ist der derzeit jüngste und einundzwanzigste Nationalpark im europäischen Teil des niederländischen Königreiches. Des Weiteren ist er der erste Nationalpark Flevolands, das erst seit 1986 als eigenständige Provinz besteht.

## Geographie
Nieuw Land liegt im Nordwesten Flevolands und besteht zu etwa drei Vierteln aus Wasserflächen. Lediglich ein kleiner Teil des Flevopolders und die künstlich angelegten Inseln der Marker Wadden sowie Trintelzand bilden den Festlandteil des Nationalparks. Im neu gebildeten Park sind die bereits vor der Gründung geschützten Feuchtgebiete Oostvaardersplassen und Lepelaarplassen sowie der südöstliche und östliche Teil des Markermeers zusammengefasst. Insgesamt ergibt sich dadurch eine Größe von etwa 29.000 Hektar.

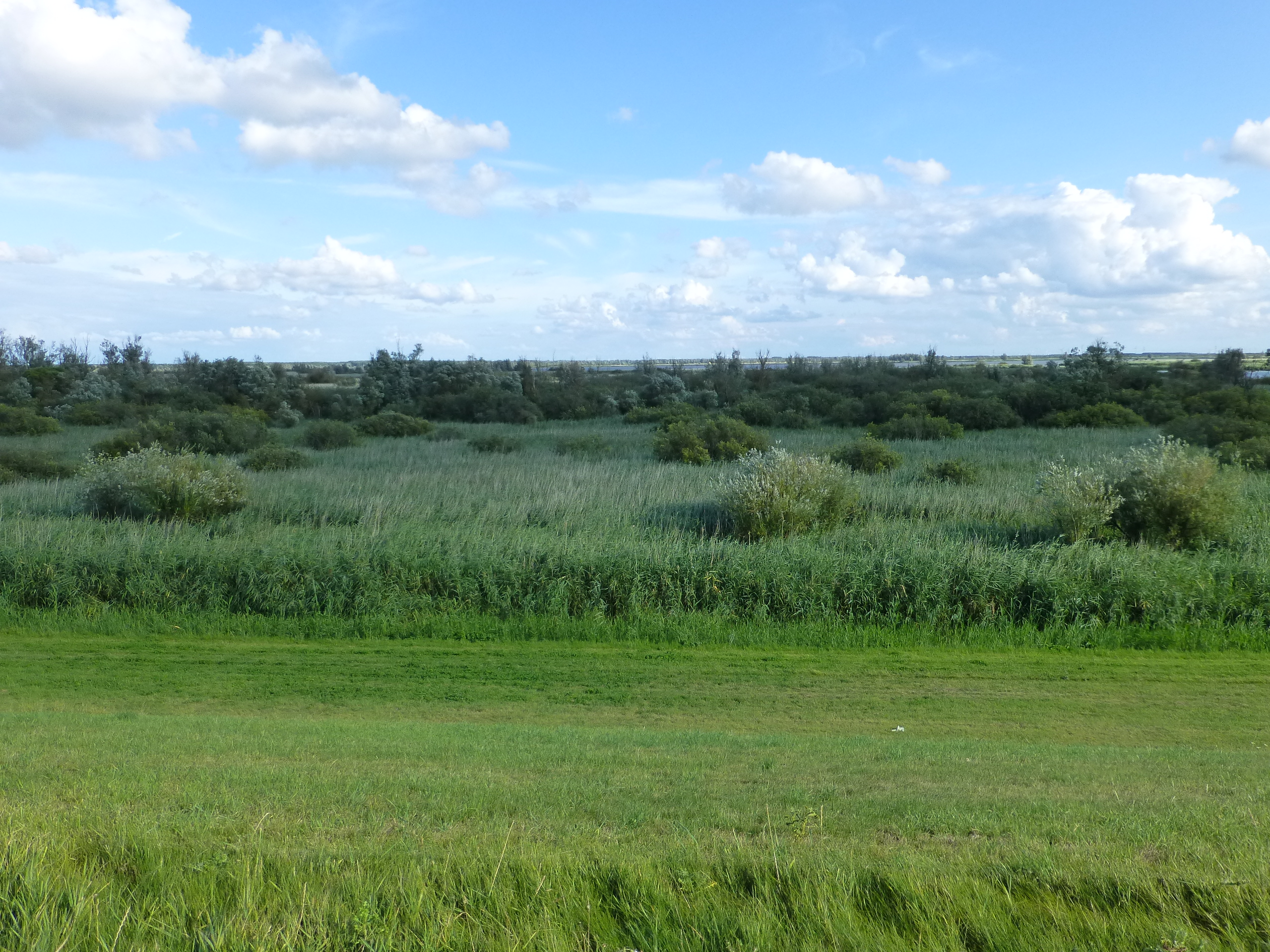
Landschaft im Nationalpark

Der Nationalpark besteht ausschließlich aus Gebieten, die durch menschliche Einflussnahme entstanden sind. Bis in das 20. Jahrhundert hinein gehörte das Gebiet zur Zuiderzee genannten Meeresbucht, die durch Deiche von der Nordsee getrennt wurde, woraufhin ein ausgedehntes Binnengewässer entstand. Im Anschluss wurden große Teile des ehemaligen Meeresbodens im Südosten und Westen eingepoldert und trockengelegt. Die neu gewonnenen Flächen kamen teilweise zur Provinz Noord-Holland, der überwiegende Teil bildet jedoch heute die Provinz Flevoland.

## Zukünftige Planungen
Für die nächsten 20 Jahre planen die Provinciale Staten von Flevoland mit Ausgaben in Höhe von 470 Millionen Euro für die weitere Entwicklung des Parks. Diese sollen jedoch nicht allein von der Provinz, sondern gemeinsam mit der Forstverwaltung Staatsbosbeheer, der Verkehrsbehörde Rijkswaterstaat, der Vereniging Natuurmonumenten sowie den Gemeinden Lelystad und Almere getragen werden. Der Plan sieht unter anderem die Schaffung besserer Verbindungen zwischen den einzelnen Bereichen des Parks sowie einen erleichterten Zugang für Erholungssuchende vor.

## Flora und Fauna
Da sich der Nationalpark aus verschiedenen Teilbereichen zusammensetzt, die teilweise schon mehrere Jahrzehnte unter Naturschutz standen, ist die Tierwelt des Parks entsprechend vielfältig.

### Oostvardersplassen

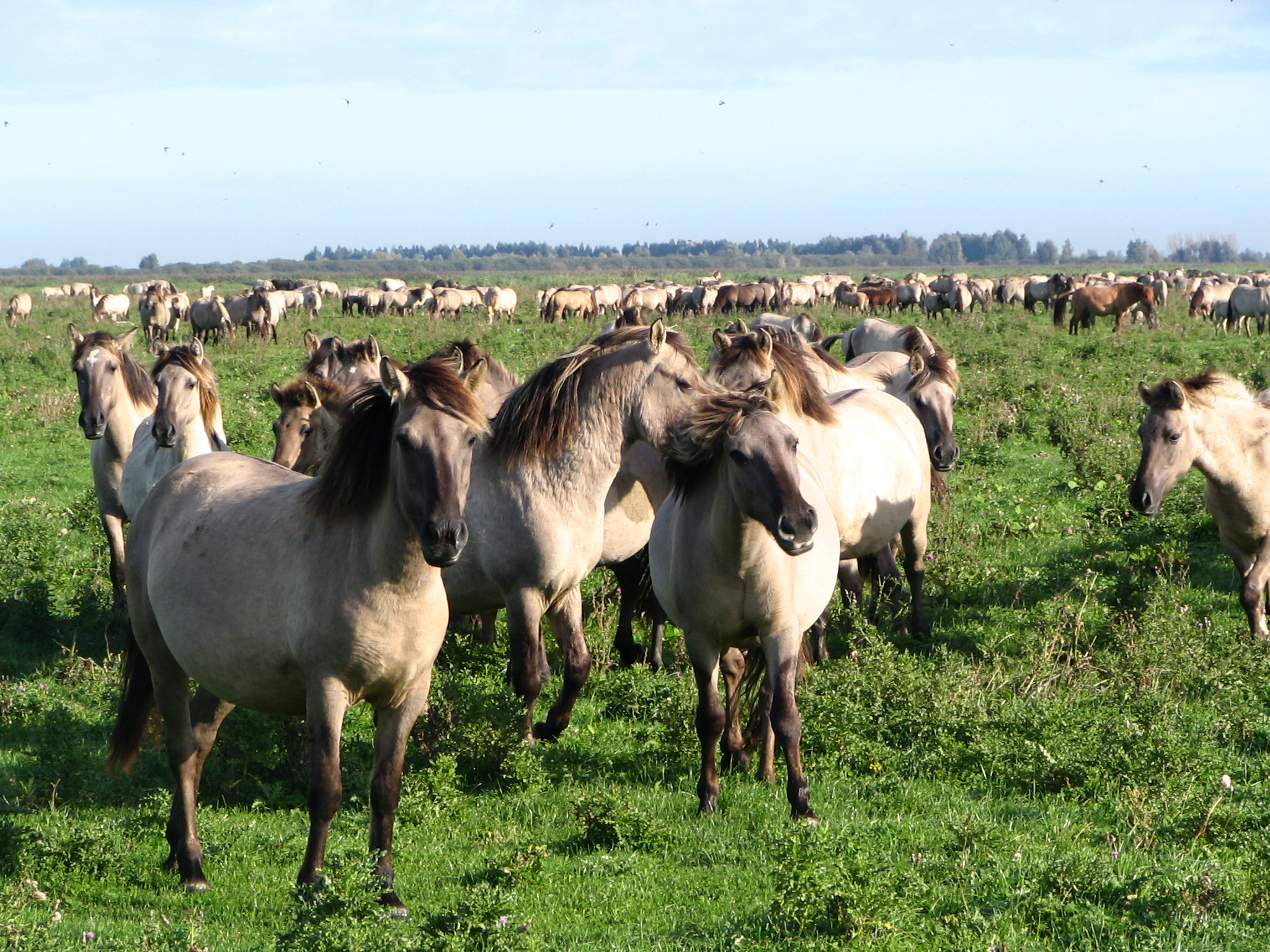
Herde von Konikpferden in den Oostvardersplassen

Bei dem Naturentwicklungsgebiet Oostvardersplassen handelt es sich um ein Feuchtgebiet von internationaler Bedeutung, an dessen Stelle nach der Trockenlegung des Flevopolders ursprünglich ein großes Industriegebiet entstehen sollte. Da hierfür zunächst kein Bedarf bestand, wurde das Areal vorerst der Natur überlassen, die das Gebiet zügig eroberte. Seit den 1980er Jahren wurden dort große Weidetiere ausgesetzt, die seitdem dafür sorgen, dass das Gebiet im Sinne der Megaherbivorentheorie seinen offenen Charakter bewahrt und nicht zu sehr verwaldet. Auf diese Weise solle einmal eine neue „Wildnislandschaft“ entstehen, die den Zuständen in der Vorzeit Europas ähneln soll. Mittlerweile sind die Oostvardersplassen vor allem für ihre großen Herden an weitestgehend wild lebenden Heckrindern, Konikpferden und Rothirschen über die Grenzen der Niederlande hinaus bekannt. Des Weiteren sind sie ein wichtiges Rückzugsgebiet für tausende Vögel, darunter verschiedene Arten von Enten, Gänsen und Raubvögeln. Besonders bemerkenswert ist die Rückkehr des Seeadlers, der seit 2006 wieder in dem Gebiet vorkommt und sonst nirgendwo in den Niederlanden beobachtet werden kann.

### Leppelaarplassen
Die Leppelaarplassen sind ein Sumpfgebiet mit einigen Abschnitten offeneren Wassers, das sich entlang des Deichs zum Markermeer erstreckt. Hier finden sich unter anderem ausgedehnte Schilfrohrfelder und lichte Wälder, die vor allem von Weiden dominiert werden. Das Gebiet wird auf Grund der ähnlichen Entstehungsgeschichte auch als „Kleiner Bruder der Oostvardersplassen“ bezeichnet, sie sind jedoch viel kleiner und zeichnen sich durch eine stärkere Bewaldung aus. Große Bedeutung besitzen sie vor allem als Brut- und Rastplatz für unzählige Vögel: Die bedeutendsten Arten sind der Kormoran – jedes Jahr mit etwa 1000 Brutpaaren präsent – und der namensgebende Löffler (niederl. leppelaar). Die vielen kleinen und kleinsten Inseln bieten daneben Arten wie etwa dem Zwergtaucher, dem Rohrschwirl oder der Bartmeise Lebensräume und Brutplätze. In den Waldgebieten finden sich hingegen Arten wie Buntspecht, Sperber und Habicht. Des Weiteren hat sich seit dem Jahr 2000 eine Population von Bibern in den Leppelaarplassen etabliert.

### Markermeer und Marker Wadden

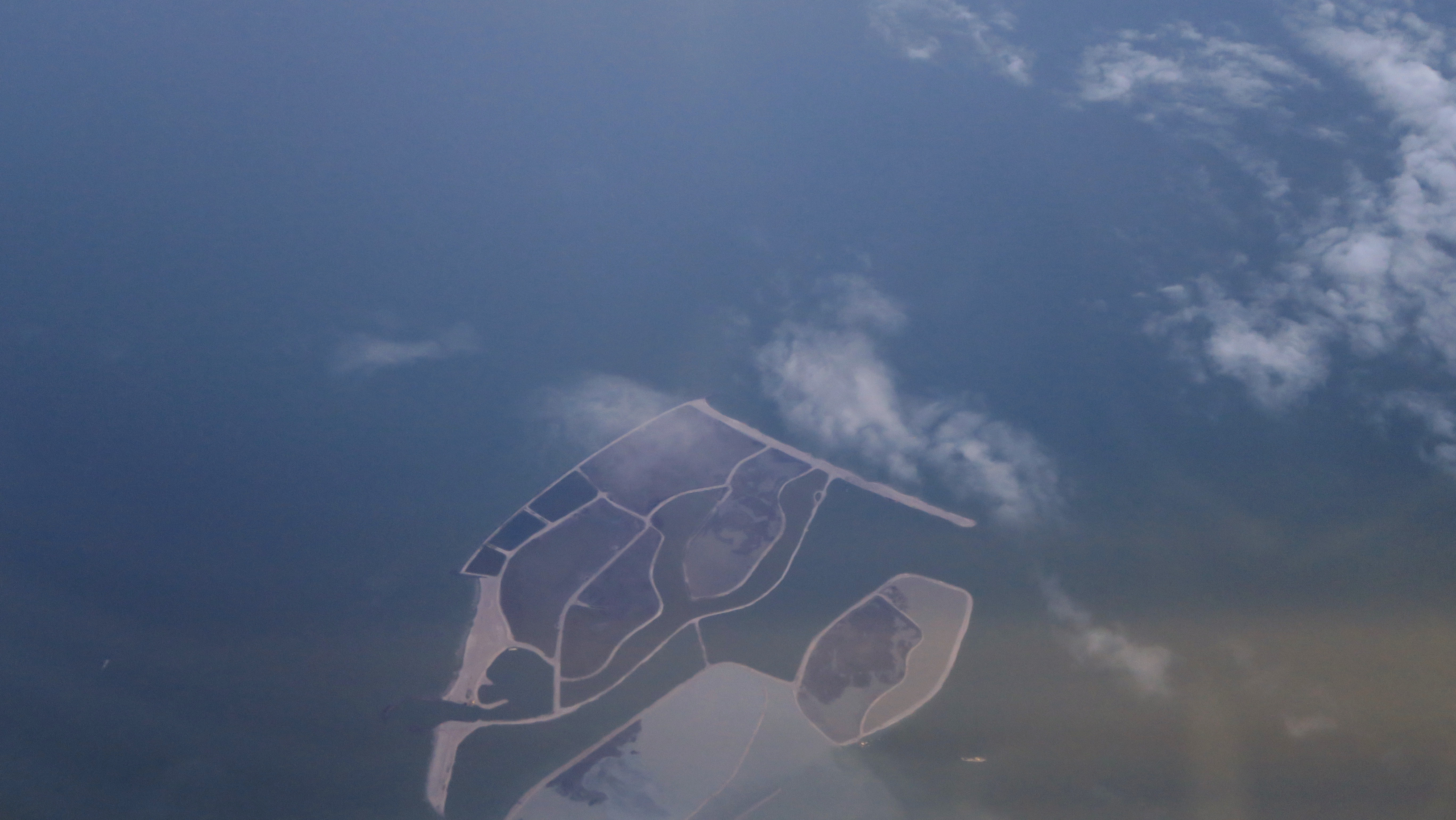
Luftaufnahme der Marker Wadden im September 2017

Das Markermeer entstand 1976 durch den Bau des Markerwaarddijks zwischen Enkhuizen und Lelystad. Dadurch wurde das IJsselmeer geteilt und es verschwanden natürliche Strömungen und Abflussmöglichkeiten, was zur Verschlammung des Markermeers führte. Diese Schlammschicht ist für das meist trübe Wasser des Sees und das Verschwinden der meisten Tier- und Pflanzenarten verantwortlich. Um dem entgegenzuwirken, begann man 2012 mit dem Aufschütten der künstlichen Inselgruppe Marker Wadden, mit dem Ziel, Untiefen, Sandbänke, Schilffelder und naturnahe Uferbereiche für Vögel und Fische zu schaffen. Die erste dieser Inseln, mit einer Größe von etwa 250 Hektar, wurde 2016 fertiggestellt und ist seit 2018 über eine Hafenanlage für Besucher zugänglich. Im Jahr 2020 wurde die Aufschüttung vier weiterer Inseln abgeschlossen, die die Inselgruppe vorerst komplettieren, jedoch noch nicht für die Öffentlichkeit zugänglich sind. Die Kosten für das Projekt sollen sich auf insgesamt circa 19 Millionen Euro belaufen.

## Verwaltung
Die Verwaltung des Nationalparks Nieuw Land verteilt sich auf mehrere Organisationen, die jeweils die Verantwortung für einen Teilbereich des Gesamtparks übernehmen. Wie in der Vergangenheit verbleibt die Verwaltung der Oostvardersplassen bei Staatsbosbeheer, Natuurmonumenten kümmert sich um die Marker Wadden, während die Leppelaarplassen im Verantwortungsbereich der Stiftung Het Flevolandschaft liegen.